# L'Espoli (Museu de Santa Cruz)
La versió de l'Espoli al Museu de Santa Cruz, a Toledo, obra d'El Greco, és una obra realitzada entre els anys 1580 i 1585, exposada a aquest museu, i catalogada per Harold Wethey amb el número X-82 en el seu catàleg raonat d'obres d'aquest pintor.

## Anàlisi de l'obra
Oli sobre llenç; 186 x 126 cm.; 1580-85 ca.
Obra autèntica per Manuel Bartolomé Cossío, August Liebmann Mayer i per José Camón Aznar. Per a Harold Wethey, és tanmateix una obra de taller, fet que es nota en les qualitats emotives, inferiors a les del sublim original de la sagristia de la Catedral de Toledo, Respecte a aquell meravellós original, aquí el rostre de Crist apareix alterat, i segurament és obra de taller. Tanmateix H.E. Wethey reconeix que aquí el color segueix essent esplèndid.
Respecte a l'original de la Catedral de Toledo, cal remarcar certes diferències:
- A dalt a la dreta apareix el cap d'un home d'edat avançada, girat d'espatlles, que ja apareixia a la versió de Múnic
- El grup de Les Tres Maries és més gran, com al llenç de Múnic[3]

Però les diferències més importants són les que no apareixen a l'esmentada tela de Múnic:
- Jesús apareix aquí amb la Corona d'espines, que és petita i sense cap gota de sang, donada la poca tendència d'El Greco al tremendisme.
- La part superior amb les piques i alabardes és més petita,

Aquestes diferències són importants, perquè es repeteixen en versions posteriors. Efectivament, El prototip, la magnífica obra mestra de la Catedral de Toledo no era accesible a tothom, mentre que aquesta peça de l'Església de Santa Leocàdia devia estar a l'abast de tota la gent de Toledo.

## Procedència
- Església de Santa Leocadia (Toledo)
- El Museo Parroquial de San Vicente (Toledo)